# Jens Laulund
Jens Laulund (* 15. April 1977 in Odder) ist ein ehemaliger dänischer Basketballspieler.

## Werdegang
Laulund spielte im Nachwuchsbereich des Vereins Aabyhøj IF, an der Seite von Jonas Buur und Jesper Krone wurde der dänischer Jugendmeister. Er ging als Jugendlicher in die Vereinigten Staaten und war zwei Jahre Schüler sowie Basketballspieler an der Pueblo South High School im Bundesstaat Colorado. Er spielte ab der Saison 1995/96 und bis 2000 für die Bakken Bears, wurde 1997, 1999 und 2000 mit der Mannschaft dänischer Meister sowie 2000 dänischer Pokalsieger. Laulund war ebenfalls Mitglied der aus Spielern mehrerer dänischer Vereine zusammengesetzten Auswahl, die Great Danes, die an der Nordeuropäischen Basketball-Liga teilnahm.
Er wechselte 2000 zu Gent United nach Belgien. Dort spielte er zwei Jahre. Anschließend wurde er von den Bruxelles Atomics verpflichtet, die aber noch vor dem Beginn der Saison 2002/03 wegen Zahlungsunfähigkeit vom Spielbetrieb abgemeldet wurden. Anfang September 2002 wurde er im selben Land bei Olympic Mont-sur-Marchienne in Charleroi als Neuzugang verkündet und spielte für die Mannschaft, bis der 2,02 Meter große Flügelspieler im November 2002 in sein Heimatland zurückging und sich der Mannschaft BF Copenhagen anschloss. Mit dieser trat er im europäischen Vereinswettbewerb FIBA Europe Champions Cup an und wurde 2003 dänischer Meister.
BF Copenhagen ging Anfang Oktober 2003 pleite, Laulund spielte hernach in den Runden 2003/04 und 2004/05 für den SISU Basketball Klub und 2005/06 für BK Amager jeweils ebenfalls in der höchsten dänischen Spielklasse, Basketligaen. Später spielte er im Amateurbereich für Falcon, brachte sich auch als Trainer und Funktionär in die Nachwuchsarbeit des Vereins ein. Laulund war dänischer Nationalspieler und bestritt 49 Länderspiele.
Er blieb dem Basketballsport ebenfalls als Kommentator bei Fernsehübertragungen der Sender DK4 und TV2 verbunden und wurde Leiter der 2014 gegründeten Stiftung Børne Basket Fonden, die Basketball im Kindesalter fördert. Laulund, der einen Hochschulabschluss im Fach Ingenieurswesen erlangte, war zeitweise beruflich für ein Energieunternehmen tätig.